# Gare de Bramalea
La gare de Bramalea est une gare de trains de banlieue à Bramalea, un quartier de Brampton en Ontario. La gare est desservie par des trains de banlieue de la ligne Kitchener, et des autobus de GO Transit et de Brampton Transit. La gare est située sur Steeles Avenue, juste à l'ouest de Bramalea Road.

## Situation ferroviaire
La gare est située à la borne 11,6 milles (18,7 km) de la subdivision Halton du Canadien National, entre les gares de Brampton et Malton.
Alors que la ligne traverse Derry Road à Malton, le paysage passe à nouveau d'industriel à résidentiel, alors que la ligne traverse la communauté construite dans les années 1940 pour desservir les usines de la région pendant la Seconde Guerre mondiale. Cependant, il ne faut pas longtemps avant que les usines et les entrepôts ne reviennent, car la subdivision Weston rencontre la subdivision York du CN à Bramalea, où un grand stationnement et un terminus d'autobus ont été construits.
La ligne continue vers le nord-ouest, en passant par le centre-ville de Brampton. Le paysage passe d'une industrie moderne à une petite ville en un instant.

## Histoire

### Début de trains de banlieue
Le 29 avril 1974, GO Transit a lancé un nouveau service entre Toronto et Georgetown, et la gare de Bramalea a ouvert ses portes. La ligne Georgetown était la deuxième ligne de trains de banlieue, lancée près de sept ans après la ligne Lakeshore entre Pickering et Oakville. À l'époque, trois trains quittaient la gare de Georgetown le matin et s'arrêtaient aux gares de Brampton, Bramalea, Malton, Weston et Bloor, avant d'arriver à la gare Union de Toronto, et trois trains sont revenus dans l'après-midi. La ligne n'a pas connu beaucoup de croissance au début de sa course. Un quatrième train a été ajouté à l'horaire entre 1975 et 1978, mais la ligne restait stable jusqu'en 1990.
En octobre 1990, dans le cadre d'une série de promesses faites par les libéraux ontariens à la veille de leur défaite, un train de la ligne a été prolongé vers Guelph, avec un arrêt à Acton. Aucun autobus de correspondance n'a pas été offert de Guelph à Kitchener, ce qui explique le faible achalandage. Le prolongement est devenu un candidat évident pour les coupes lorsque le gouvernement néo-démocrate a été contraint de réduire les subventions de GO Transit en 1993. Le dernier train a quitté la gare de Guelph le 2 juillet 1993.
Cependant, la demande de services augmentait. Après avoir presque doublé sa population dans les années 1990 (234 445 en 1991 contre 149 030 en 1981), Brampton a continué de connaître une croissance importante, en particulier dans le nord-ouest de la ville. En 2001, la population de Brampton avait atteint 325 428, tandis que Halton Hills (incluant Georgetown) avait atteint 48 184. Le 29 janvier 2000, GO Transit a ajouté un cinquième aller-retour entre Bramalea et Union, avec des liaisons en bus vers Georgetown.
Le 4 septembre 2001, un nouveau trains de l'après-midi a été ajouté en provenance de la gare Union à 14h50, s'arrêtant à toutes les gares jusqu'à Brampton, puis retournant à la gare Union sans passagers pour faire un trajet aux heures de pointe ailleurs dans le système. En avril 2002, une révision majeure du service a été effectuée, ajoutant des trains de midi vers et depuis la gare Union jusqu'à Bramalea, avec des liaisons en bus vers Brampton et Georgetown. Les nouveaux trains ont quitté Bramalea à 5h50, 10h15, 12h15 et 13h45. De la gare Union, les nouveaux trains partaient à 9h30, 11h30 et 13h. Toutefois, la configuration de la boucle d'autobus et des stationnements à Bramalea n'a pas facilité les correspondances d'autobus vers Brampton et Georgetown, et la boucle d'autobus est située de l'autre côté d'un stationnement très fréquenté.
Une nouvelle voie auxiliaire a été achevée à Bramalea en 2003. La voie a été construite pour se connecter à la subdivision Weston à l'est d'Halwest afin que les trains se terminant à Bramalea n'obstruent pas avec les trains de marchandises du CN sur la subdivision Halton, ou avec les futurs trains express de GO Transit. Bramalea a maintenant une configuration à trois voies, construite selon les normes de la ligne Lakeshore.
En septembre 2004, un train du matin en provenance de Georgetown est devenu un service express, ne s'arrêtant qu'à Brampton, Bramalea et Union. Un nouveau train local de Bramalea a été ajouté pour desservir Malton, Etobicoke North, Weston et Bloor. Le départ en milieu d'après-midi d'Union à Brampton a été ajusté pour partir à 15h15 à la même heure.

### Prolongements et expansion

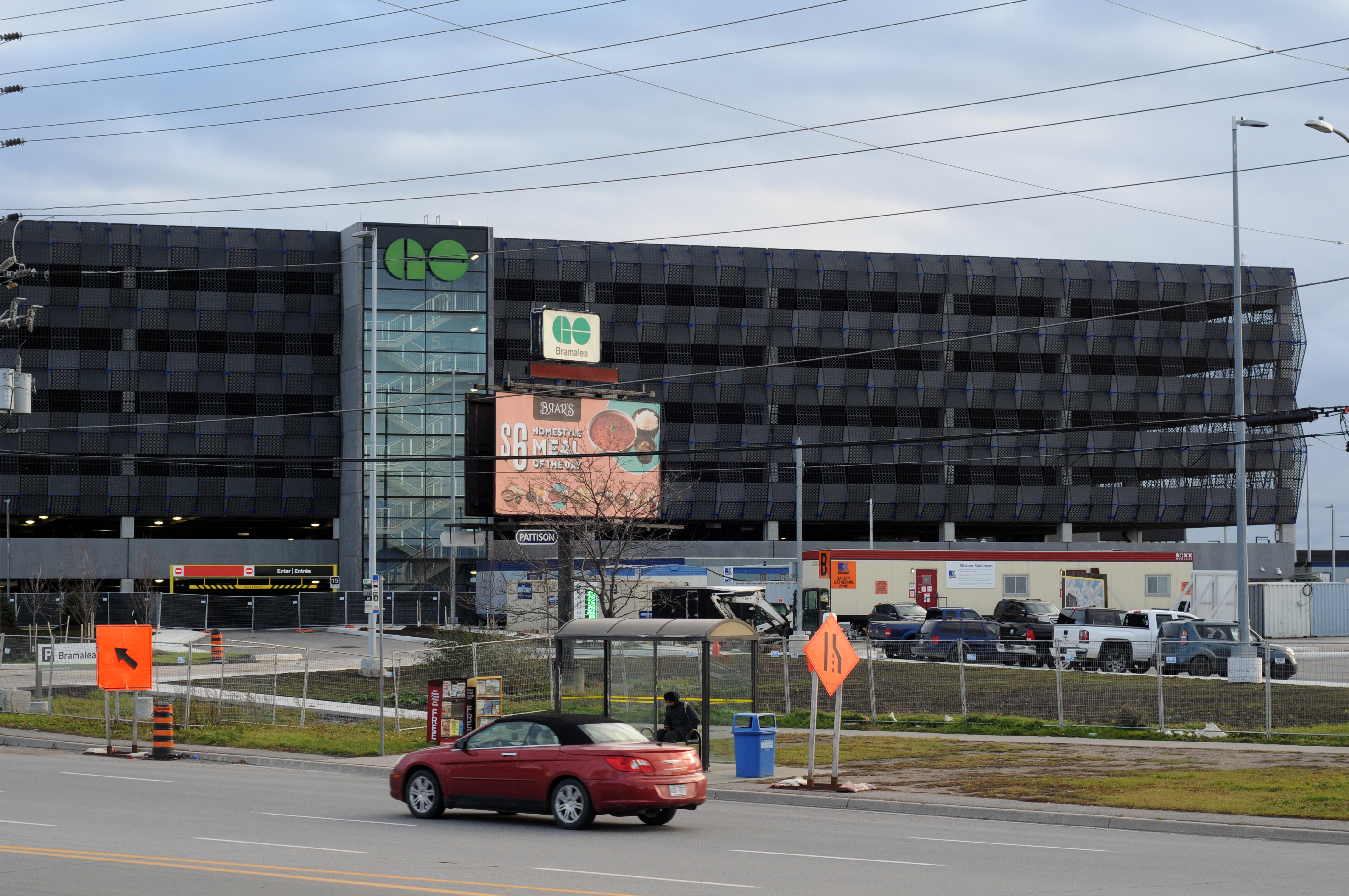
Stationnement étagé de la gare de Bramalea

En 2011, Metrolinx a annoncé le prolongement de la ligne Georgetown vers Kitchener, avec deux trains par jour entre Toronto et Kitchener dans chaque direction.
En 2011, des travaux majeurs ont débuté sur la subdivision Weston entre Bramalea et Union. Ces travaux visaient à augmenter considérablement la vitesse, la fréquence, et la fiabilité de la ligne Kitchener, et à construire une liaison ferroviaire vers l'aéroport Pearson de Toronto. Pendant les travaux, les trains de midi entre Union et Bramalea ont dû être remplacés par des bus. Le service de midi a été rétabli en 2015, en vue des Jeux panaméricains de 2015.
Depuis 2015, GO Transit travaillait à bonifier le service sur la ligne Kitchener et améliorer la gare existante, et des travaux majeurs prenaient place à la gare, notamment -un nouveau bâtiment de gare attaché au stationnement étagé, ajoutant 2 059 places -ajout d'un nouveau débarcadère -quais d'autobus améliorés pour GO Transit et Brampton Transit, incluant une nouvelle boucle d'autobus dédiée aux autobus de Züm -supports à vélos couverts -un nouvel espace de vente -accès amélioré vers Bramalea Road -nouveau tunnel piéton accessible à l'extrémité ouest de la gare et relié au nouveau bâtiment -fonctions de sécurité améliorées, notamment de nouveaux systèmes d'appel d'urgence et un éclairage amélioré -un système de fonte de neiges aux quais qui dégage les quais de la neige et de la glace, des auvents pour protéger les passagers des intempéries et -allongement des quais pour accueillir des trains de 12 voitures.
La plupart des travaux sont terminés en septembre 2022. De nouveaux stationnements du côté nord sont ouverts, dont l'accès est situé sur Bramalea Road. L'entrée de Steeles Avenue demeure fermée pour travaux. La deuxième entrée dans l'ouest du stationnement étagé est ouverte. Le nouveau débarcadère près du bâtiment est ouvert. L'édicule d'accès ouest et le tunnel piétonnier ouest, reliant les quais des trains, sont ouverts. Après des années d'importants travaux d'amélioration de l'infrastructure, la construction a été achevée le 11 mai 2023, avec l'édicule accessible, le stationnement étagé et la boucle de bus susmentionnés.
En octobre 2021, Metrolinx a lancé deux trajets quotidiens en semaine, l'un partant de London tôt le matin, et l'autre depuis Toronto en soirée, ce qui constitue un projet pilote pour desservir les villes du sud-ouest de l'Ontario. Le trajet entre London et Toronto prend environ quatre heures.

## Service aux voyageurs

### Accueil
La billetterie de GO Transit est ouverte en semaine de 5h30 à 20h15, et fermée les week-ends et jours fériés. L'ambassadeur de la gare GO peut aider à configurer un type de tarif ou à définir un trajet GO par défaut sur sa carte Presto. Plusieurs options en libre-service sont disponibles pour monter à bord du train GO. Les clients peuvent acheter un billet papier dans un distributeur automatique de billets, charger leur carte Presto dans un distributeur automatique de billets compatible avec Presto, acheter un billet électronique avec leur smartphone, ou utiliser le valideur avec une carte de crédit sans contact (tarif adulte uniquement) ou une carte Presto. La gare est équipée d'une salle d'attente, des toilettes, de Wi-Fi, d'un débarcadère, d'un téléphone payant, et d'un stationnement incitatif. Le stationnement incitatif se dote des places réservées et d'une aire de covoiturage. L'ensemble de la gare est accessible aux fauteuils roulants.
La carte Presto n'est pas acceptée pour le trajet au-delà de la gare de Kitchener. Les passagers qui prennent un train vers Stratford, St-Marys ou London doivent acheter un billet sur le site web de GO Transit, et valider le billet dans leur téléphone cellulaire.

### Desserte
Les trains de la ligne Kitchener desservent la gare toutes les heures en semaine, sauf les heures de pointe en sens inverse. Aucun service de train de Kitchener n'était assuré à cette gare pendant les fins de semaine, jusqu'au 8 avril 2023, date à laquelle cette gare est desservie par des trains de week-end toutes les heures entre Union et Mount Pleasant.

### Intermodalité

#### GO Transit

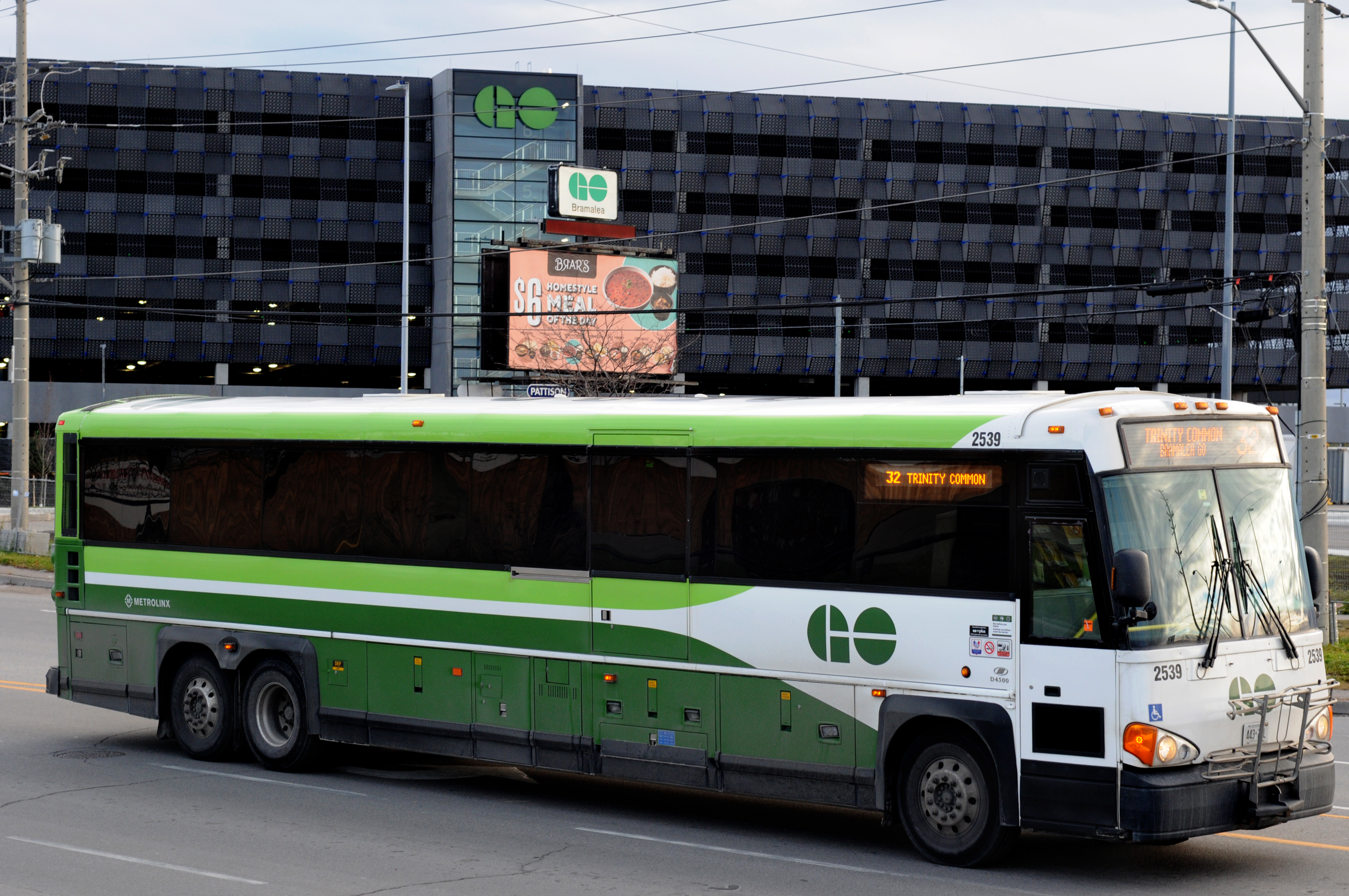
La ligne 32 de GO Transit passant par la gare de Bramalea

- 30 Kitchener / Bramalea (tous les jours)
  - Direction ouest vers l'Université de Waterloo (via la gare de Kitchener et l'Université Wilfrid-Laurier)
- 31 Guelph / Toronto (tous les jours)
  - Direction est vers la gare Union de Toronto
  - Direction ouest vers l'Université de Guelph
- 32 Brampton Trinity Common / North York (lundi au vendredi)
  - Direction est vers le terminus York Mills
  - Direction ouest vers le centre commercial Trinity Common
  - Direction ouest vers le terminus Bramalea (heures de pointe seulement)
- 36 Brampton / North York (tous les jours)
  - Direction est vers le terminus York Mills
  - Direction ouest vers le terminus Bramalea (en semaine) et la gare de Brampton (en fin de semaine)
- 41 Hamilton / Pickering (lundi au vendredi)
  - Direction est vers la gare de Pickering
  - Direction ouest vers Hamilton GO Centre
- 47 Hamilton / Hwy 407 Bus Terminal (tous les jours)
  - Direction est vers le terminus de l'autoroute 407
  - Direction ouest vers l'Université McMaster et Hamilton GO Centre
- 48 Guelph / Hwy 407 Bus Terminal (lundi au vendredi)
  - Direction est vers le terminus de l'autoroute 407
  - Direction ouest vers l'Université de Guelph
- 56 Oshawa / Oakville (lundi au vendredi)
  - Direction est vers la gare d'Oshawa
  - Direction ouest vers la gare d'Oakville

#### Brampton Transit
- 11 Steeles (tous les jours)
  - Direction est vers le Collège Humber
  - Direction ouest vers la gare de Lisgar
- 13 Avondale (lundi au samedi, pas de service du soir)
  - Direction nord vers le terminus Bramalea
- 15 Bramalea (tous les jours)
  - Direction nord vers Mayfield Road
  - Direction nord vers Countryside Drive (lundi au vendredi)
  - Direction sud vers Derry Road
- 16 Southgate (tous les jours)
  - Direction nord vers le terminus Bramalea
- 40 Central Industrial (service de pointe)
- 115 Airport Express (tous les jours)
  - Direction nord vers le terminus Bramalea
  - Direction sud vers l'Aéroport international Pearson de Toronto
- 511 Steeles (tous les jours)
  - Direction est vers le Collège Humber
  - Direction ouest vers le terminus Brampton Gateway (en tout temps)
  - Direction ouest vers le Collège Sheridan et la gare de Lisgar (service limité)

La correspondance entre GO Transit et Brampton Transit est gratuite lors d'un paiement par carte Presto, par carte de crédit ou avec une portefeuille électronique.